# Rubén Eiriz Mata
Rubén Eiriz Mata (La Coruña, Galicia, España, 13 de noviembre de 1979),de profesión Guardia Civil, es un ex árbitro de fútbol español de la Segunda División A de España. Pertenece al Comité Técnico de Árbitros de la RFEF donde actualmente realiza funciones como observador y delegado de partido en 1ª y 2ª división nacional.También realiza funciones técnicas en el Comité Técnico de Árbitros de la RFGF en las modalidades de fútbol y fútbol playa.
Comenzó su andadura como árbitro con sólo nueve años mientras estudiaba en el Colegio Liceo La Paz de  A Coruña en la modalidad de futsal dirigiendo la final gallega de categoría prebenjamin con once años. 
En el año 2016  colaboró con el Comité Gallego de Árbitros de la RFGF y este centro escolar, para insertar el arbitraje como actividad extraescolar. También se introdujo esta modalidad en los estudios de formación profesional TAFAD.Resultó un acto pionero y exitoso a nivel nacional, y que actualmente continúa en desarrollo en ese mismo centro e institutos del Concello de Culleredo en  A Coruña.
A los trece años, en la temporada 93-94 se colegió como árbitro federado donde aun en la actualidad continua dirigiéndo encuentros de categoría autonómica.
En Segunda División A, llegó a dirigir cerca de cien partidos entre liga y Copa de S.M. El Rey. También dirigió dos play off de ascenso a esta categoría.
A su vez fue árbitro internacional FIFA de fútbol playa entre 2006 y 2015, cuando causó baja por formar parte de la plantilla de árbitros de la segunda división nacional española. 
Llegó a dirigir en esta modalidad en los primeros  Juegos  Olímpicos Europeos celebrados en Bakú, Azerbaiyán  2015.  
Dirigió como competiciones más destacadas en varias finales de campeonato de España,  seis finales de Euro Liga, dos  finales de Copa Intercontinental, dos partidos inaugurales de  Campeonato del Mundo, campeonatos clasificatorios en todas las confederaciones FIFA, cinco finales de Eurocopa, y cinco Copas del Mundo FIFA siendo con ello el árbitro más laureado en la modalidad  y con más finales dirigidas en competición FIFA en sus diferentes modalidades y género. A su vez es hasta la fecha el árbitro más joven en dirigir una final mundialista con sólo 27 años. 
En las Copas del Mundo FIFA que participó, fue el árbitro principal en tres de ellas y cuarto árbitro en otra de las finales. Suma un total de diecinueve actuaciones mundialistas.  
Participó como árbitro principal en:
-Final Brasil Vs. México de 2007 disputada en Brasil. 
-Final Brasil Vs. Suiza de 2009 disputada en Dubái.
-Final Rusia Vs. Brasil de 2011 disputada en Italia(4° árbitro) y Semifinal Brasil  Vs.Portugal 
-Semifinal Brasil Vs. Portugal disputada en Tahití 2013 y partido por el tercer y cuarto puesto 
- Final Portugal Vs. Tahití disputada en Portugal 2015.
Como curiosidad también práctica atletismo, principalmente en las pruebas de 400,200 y 100 ml tanto de aire libre como short track donde ha representado a la Guardia Civil en el Campeonato de España militar.
En categoría máster ha conseguido numerosos títulos autonómicos y participó en  dos finales de campeonato de España llegando a conseguir un quinto puesto. Llegó a poseer el récord gallego de su categoría M-40 en 300 y 150 ml.

## Temporadas
| Categoría            | País   | Año        |
| -------------------- | ------ | ---------- |
| Segunda División "B" | España | 2011-2014  |
| Segunda División     | España | 2014- 2018 |
| Segunda División "B" | España | 2018-2020  |

Internacional FIFA Beach Soccer 2006-2015